# Cernay, Vienne

Cernay este o comună în departamentul Vienne, Franța. În 2009 avea o populație de 433 de locuitori.